# Банк Гватемалы
Банк Гватемалы (исп. Banco de Guatemala) — центральный банк Гватемалы.

## История
С 1926 по 1946 год роль эмиссионного банка выполнял Центральный банк Гватемалы — банк со смешанным частным и государственным капиталом, учреждённый 30 июня, а 7 июля 1926 года получивший монопольное право выпуска банкнот (ранее принадлежавшее частным банкам).
11 декабря 1945 года в качестве центрального банка учреждён государственный Банк Гватемалы. Банк начал операции 1 июля 1948 года, выпуск банкнот — 15 сентября того же года.